# Алефельд-Бістензее
Алефельд-Бістензее (нім. Ahlefeld-Bistensee) — громада в Німеччині, розташована в землі Шлезвіг-Гольштейн. Входить до складу району Рендсбург-Екернферде. Складова частина об'єднання громад Гюттенер-Берге.
Площа — 10,04 км2. Населення становить 497 ос. (станом на 31 грудня 2020).